# Stanton (Michigan)
Stanton é uma cidade localizada no estado americano de Michigan, no Condado de Montcalm.

## Demografia
Segundo o censo americano de 2000, a sua população era de 1504 habitantes.
Em 2006, foi estimada uma população de 1522, um aumento de 18 (1.2%).

## Geografia
De acordo com o United States Census Bureau tem uma área de
5,6 km², dos quais 5,6 km² cobertos por terra e 0,0 km² cobertos por água. Stanton localiza-se a aproximadamente 292 m acima do nível do mar.

## Localidades na vizinhança
O diagrama seguinte representa as localidades num raio de 24 km ao redor de Stanton.